# 下川文子
下川 文子（しもかわ ふみこ、1971年4月2日 - ）は、フリーアナウンサー、女優。福岡県大野城市出身。身長154cm。
従姉妹は作家脚本家の太田愛。

## 略歴
- 学生時代は新聞記者を目指すも先輩に「アナウンサーの方が向いている」と言われアナウンサーを志す。
- 1994年3月に福岡大学卒業後、4月開局の鹿児島讀賣テレビアナウンサーとして入社。KYTは1994年に開局だったため、大学卒業を待たずにFBS福岡放送で研修を受けながら密着番組でデビュー。同期入社に近藤久美子、蛭川雄二（入社当時は営業局）、今井智久、長島崇彦、糸永直美がいる。
- 結婚と妊娠、配偶者の転勤を機に、2001年3月をもって鹿児島讀賣テレビを退社し、上京。子育てに専念しつつフリーランスのアナウンサーとして活動。
- 子供が高校へ通い始めた頃、ジャパネットたかたへ入社。しかし、長崎出張・研修と家庭を両立できず退社。
- 再びフリーランスのアナウンサーに戻ると同時に、芸能事務所のノックアウトの養成所に合格し女優の勉強を始める。リアリズム演劇を研究しながら、女優活動を行う。

## 主な出演

### TV
- Dr.クラナガン(1994年4月- 1999年9月、日本テレビ系列局6局・サガテレビ)　- 鹿児島県担当レポーター
- KYTニュースプラス1(1997年4月- 2001年3月、鹿児島讀賣テレビ) - キャスター
- メッセ625(鹿児島讀賣テレビ)
- 一押し特選チャンネル(旧小田急ケーブルビジョン)
- QVC(不定期出演)

### 映画
- 「STILL ON THE JOURNEY」(2022年) - 野添義之の娘役
- 「命継ぐ」(2022年) - 森下うめ役
- 「シューティングスターミラクルナイト」(2023年) - アナウンサー役[1]

### 映像
- YOAKE「ぎゅ」MV(2022年) - 新婦母役[2]
- 直木賞作家道尾秀介コラボゲーム「DETECTIVE X CASE FILE#1 御仏の殺人」(2023年11月) - 占い師役[3]